# Liste der Biografien/Ass
Liste der Biografien |
Portal Biografien |
Personensuche
# |
A |
B |
C |
D |
E |
F |
G |
H |
I |
J |
K |
L |
M |
N |
O |
P |
Q |
R |
S |
T |
U |
V |
W |
X |
Y |
Z |
?
 
Aa |
Ab |
Ac |
Ad |
Ae |
Af |
Ag |
Ah |
Ai |
Aj |
Ak |
Al |
Am |
An |
Ao |
Ap |
Aq |
Ar |
As |
At |
Au |
Av |
Aw |
Ax |
Ay |
Az
 
Asa |
Asb |
Asc |
Asd |
Ase |
Asf |
Asg |
Ash |
Asi |
Asj |
Ask |
Asl |
Asm |
Asn |
Aso |
Asp |
Asq |
Asr |
Ass |
Ast |
Asu |
Asv |
Asw |
Asy |
Asz
Die Liste der Biografien führt alle Personen auf, die in der deutschsprachigen Wikipedia einen Artikel haben. Dieses ist eine Teilliste mit 373 Einträgen von Personen, deren Namen mit den Buchstaben „Ass“ beginnt.

## Ass
- Ass, Seve van (* 1992), niederländischer Hockeyspieler

### Assa
- Assa, Jerachmi’el (1919–2011), israelischer Politiker
- Assad Al Hamlawi (* 2000), schwedischer Fußballspieler
- Assad, Ali Sulaiman al- (1875–1963), syrischer Alawit, Vater von Hafiz al-Assad
- Assad, Asma al- (* 1975), syrische Ehefrau Baschar al-Assad (Präsidenten Syriens)
- Assad, Badi (* 1966), brasilianische Sängerin, Gitarristin und Komponistin
- Assad, Baschar al- (* 1965), syrischer Politiker und Präsident SyriensBaschar al-Assad (* 1965)

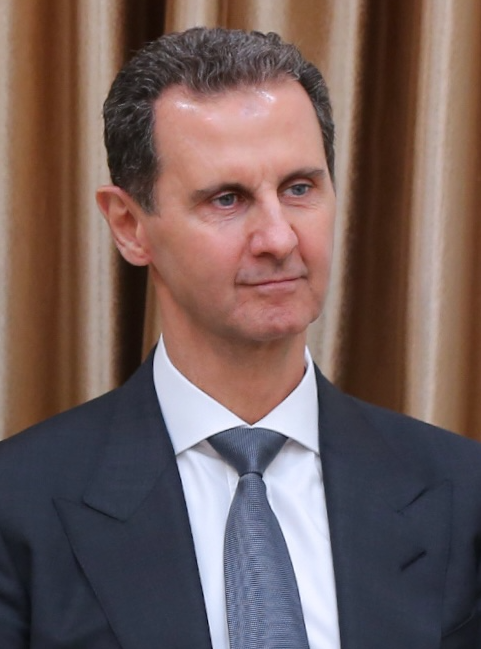
Baschar al-Assad (* 1965)

- Assad, Basil al- (1962–1994), syrischer Politiker, Sohn Hafiz al-Assads
- Assad, Buschra al- (* 1960), syrische Präsidententochter und politische Drahtzieherin
- Assad, Hafiz al- (1930–2000), syrischer Politiker, Präsident von Syrien (1971–2000)
- Assad, Ismail (* 1987), algerischer Straßenradrennfahrer
- Assad, Mahir al- (* 1967), syrischer Militär
- Assad, Ribal al- (* 1975), syrischer Geschäftsmann und Oppositioneller
- Assad, Rifaat al- (* 1937), syrischer Politiker und Militär; jüngerer Bruder von Hafiz al-Assad
- Assad, Salah (* 1958), algerischer Fußballspieler
- Assadi, Lucas (* 2004), chilenischer Fußballspieler
- Assadi, Mina (* 1943), iranische Schriftstellerin
- Assadian, Afshin (* 1970), österreichischer Gefäßchirurg, Leiter der klinischen Abteilung für Vaskuläre und Endovaskuläre Chirurgie am Wilhelminenspital in Wien
- Assadilow, Darchan (* 1987), kasachischer Karateka
- Assadollahi, Ramin (* 1973), deutscher Computerlinguist, klinischer Psychologe sowie Unternehmer und Erfinder
- Assadourian, Kévork (* 1961), syrischer Geistlicher und armenisch-katholischer Weihbischof in Beirut
- Assadow, Eduard Arkadjewitsch (1923–2004), russischer Dichter und Prosaist
- Assael, Lili († 1989), griechische Musikerin, Überlebende des Vernichtungslagers Auschwitz und Bergen-Belsen
- Assael, Yvette († 2008), griechische Musikerin, Holocaustüberlebende
- Assaf, Ami (1903–1963), israelischer Politiker
- Assaf, Christian (* 1972), französischer Politiker
- Assaf, Mikhayl (1887–1970), syrischer Geistlicher, Erzbischof von Petra und Philadelphia
- Assaf, Mohammed (* 1989), palästinensischer Journalismus-Student und Gewinner der zweiten Staffel von Arab IdolMohammed Assaf (* 1989)

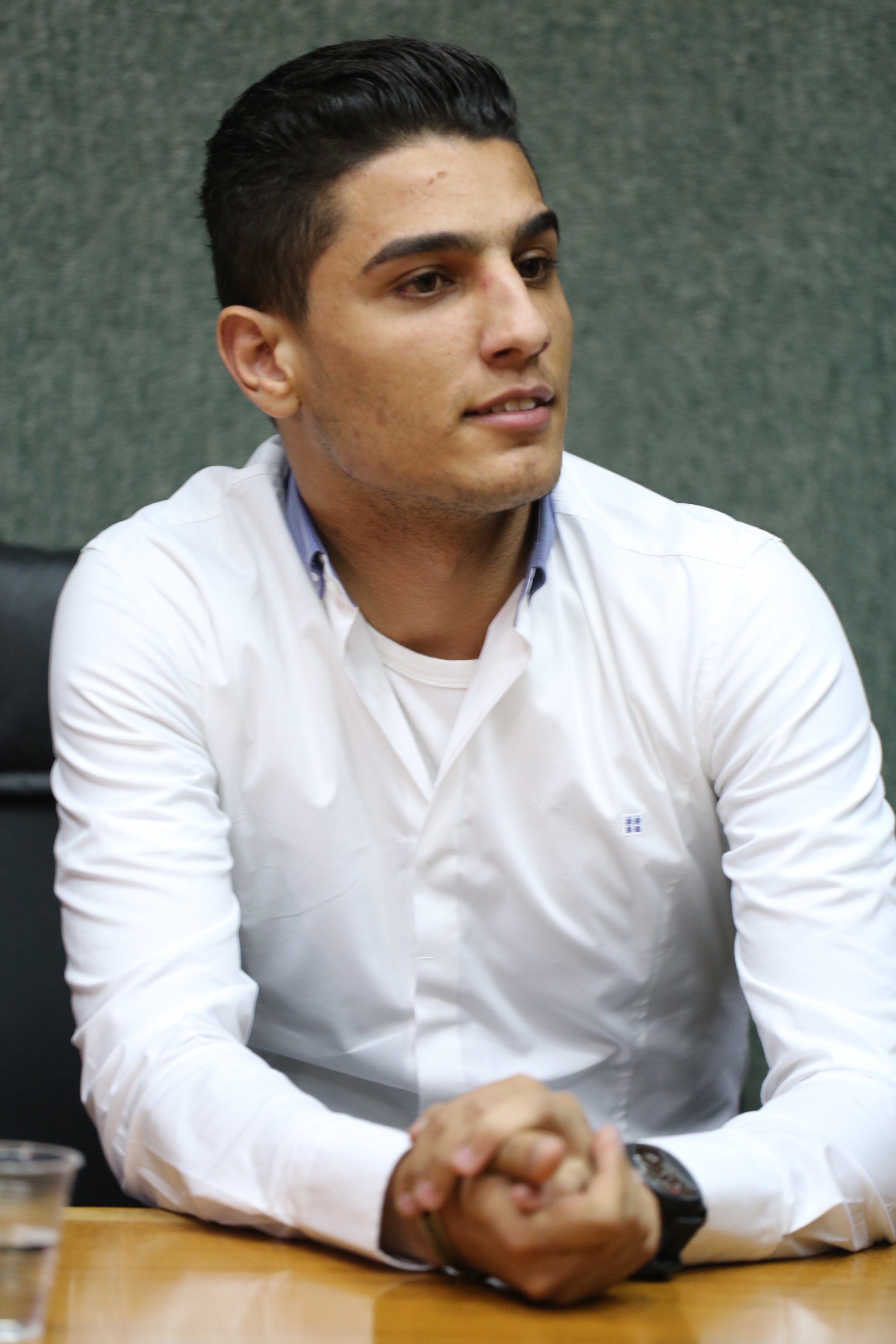
Mohammed Assaf (* 1989)

- Assaf, Simon Yussuf (1938–2013), libanesischer Priester, Religionswissenschaftler, Poet und Übersetzer
- Assafjew, Boris Wladimirowitsch (1884–1949), russischer Komponist
- Assagioli, Roberto (1888–1974), italienischer Psychiater und Psychoanalytiker
- Assaidi, Oussama (* 1988), marokkanisch-niederländischer Fußballspieler
- Assalé, Charles (1911–1999), kamerunischer Politiker, Premierminister von Kamerun
- Assalé, Roger (* 1993), ivorischer Fußballspieler
- Assam, Tarek (* 1962), deutsch-ägyptischer Tänzer und Choreograf
- Assamba, Aloun (* 1955), jamaikanische Politikerin (PNP)
- Assaming Mae (* 1988), thailändischer Fußballspieler
- Assan, Bonny G. (* 1970), deutscher Bassist, Studiomusiker und Songwriter
- Assanau, Dsmitryj (* 1996), belarussischer Boxer
- Assandra, Caterina, italienische Komponistin und Benediktinerin
- Assange, Julian (* 1971), australischer PolitaktivistJulian Assange (* 1971)

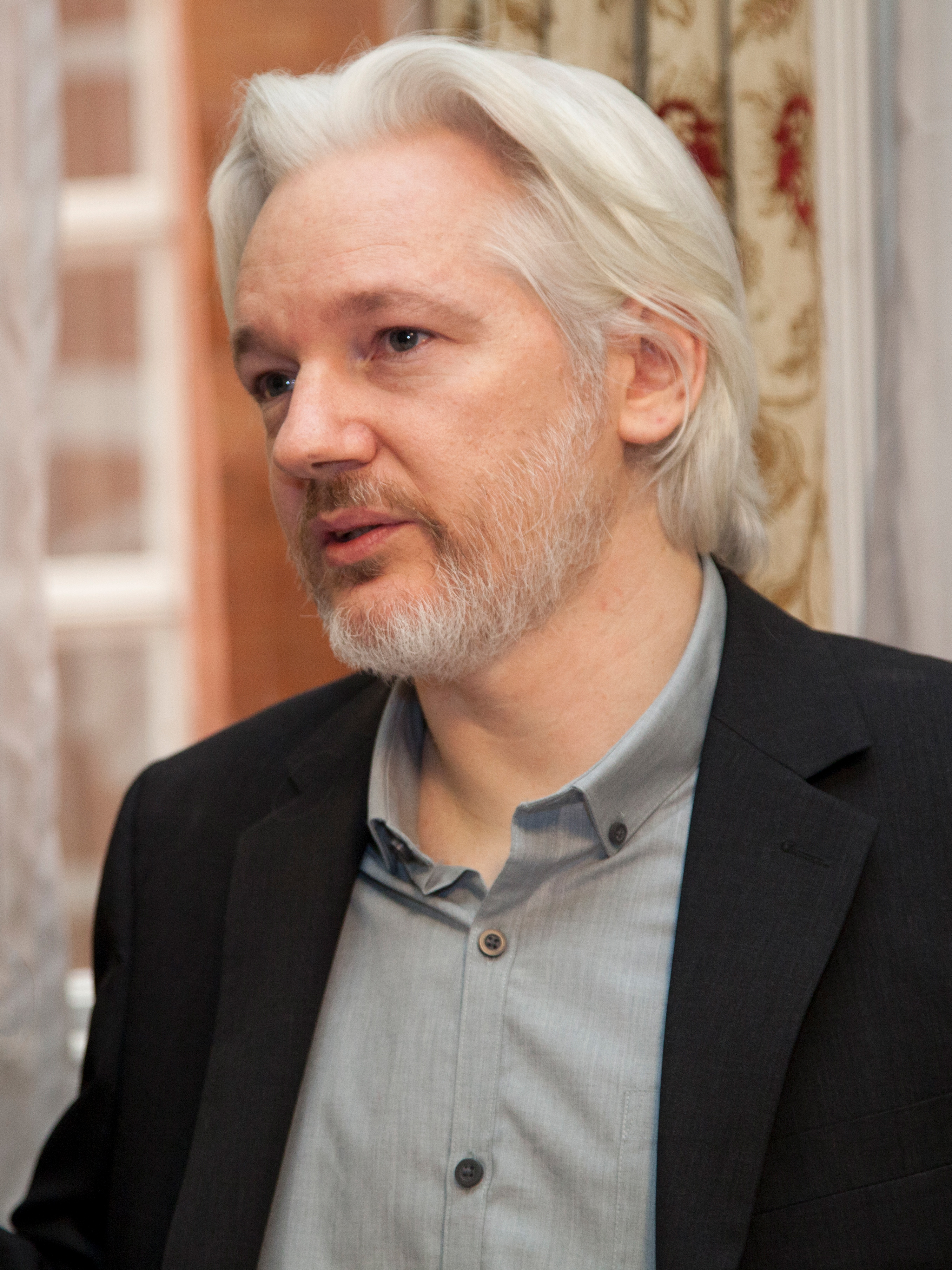
Julian Assange (* 1971)

- Assange, Stella (* 1983), britische Anwältin und Menschenrechtsaktivistin
- Assani, Mikaelle (* 2002), deutsche Leichtathletin
- Assani-Issouf, Jeanine (* 1992), französische Dreispringerin
- Assani-Razaki, Ryad (* 1981), kanadischer Schriftsteller französischer Sprache
- Assanidse, Giorgi (* 1975), georgischer Gewichtheber
- Assanow, Kursan (* 1966), kirgisischer Politiker und Generalmajor
- Assanow, Schaqyp (* 1963), kasachischer Jurist
- Assanowa, Dinara Kuldaschewna (1942–1985), sowjetisch-kirgisische Filmregisseurin
- Assante, Armand (* 1949), US-amerikanischer SchauspielerArmand Assante (* 1949)

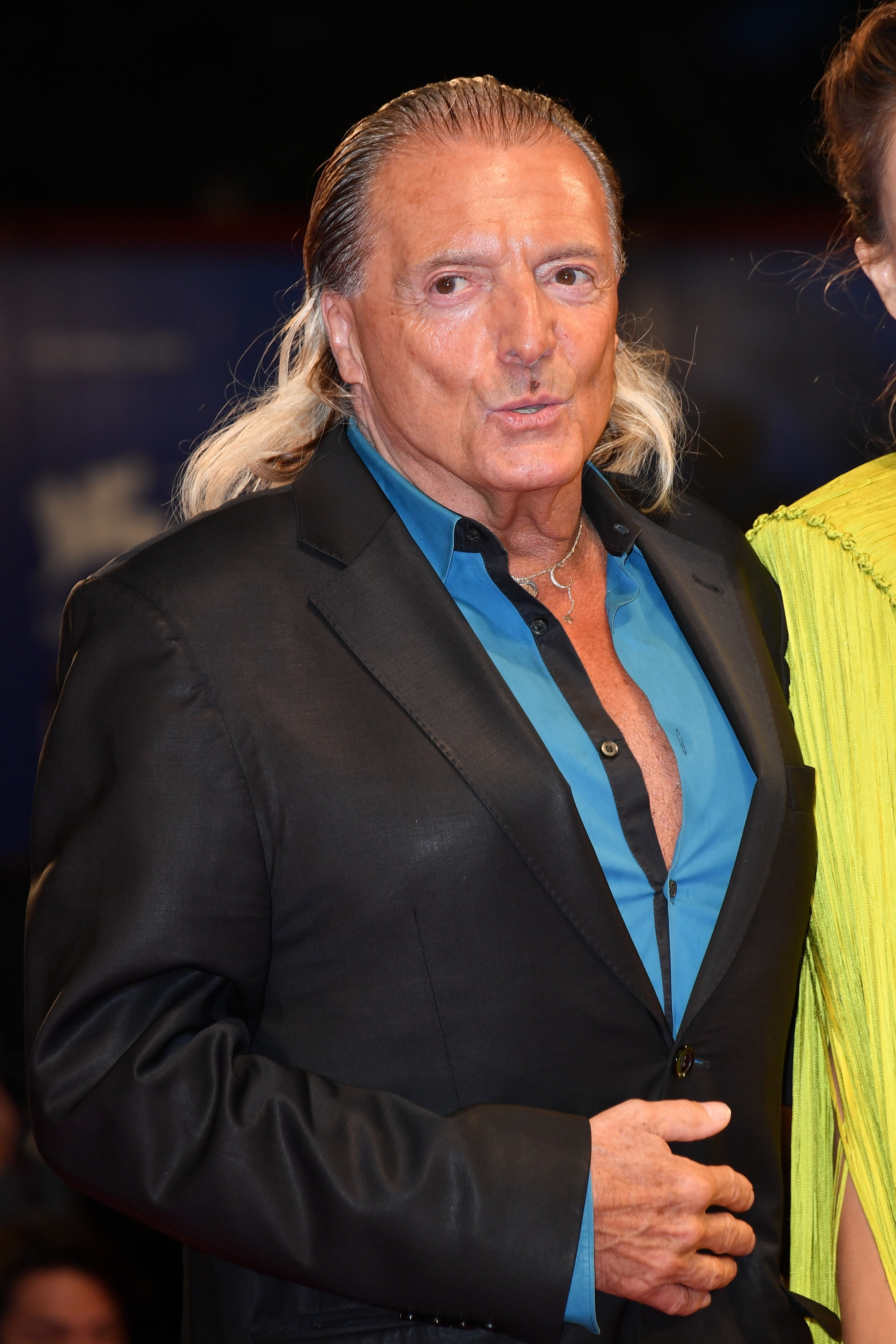
Armand Assante (* 1949)

- Assapow, Waleri Grigorjewitsch (1966–2017), russischer Generalleutnant
- Assar, Abdul Ghafoor, afghanischer Fußballtorwart
- Assar, Abdul Ghani (* 1923), afghanischer Fußballspieler
- Assar, Khalid (* 1992), ägyptischer Tischtennisspieler
- Assar, Mohammed al- (1946–2020), ägyptischer Politiker, Staatsminister für militärische Produktion
- Assar, Omar (* 1991), ägyptischer Tischtennisspieler
- Assarotti, Ottavio (1753–1829), italienischer Geistlicher und Theologe, Gründer von Schulen für Gehörlose und Erfinder des Fingeralphabets
- Assaschwili, Irakli, georgischer Botschafter
- Assassin (* 1982), jamaikanischer Musiker
- Assatiani, Kachi (1947–2002), sowjetisch-georgischer Fußballstürmer, -Trainer, Politiker und Manager
- Assatiani, Malchas (* 1981), georgischer Fußballspieler
- Assatiani, Nugsar (1937–1992), sowjetischer Säbelfechter
- Assatiani, Tinatin (1918–2011), georgisch-armenische Physikerin und Hochschullehrerin
- Assaubajewa, Bibissara (* 2004), kasachische Schachspielerin
- Assauer, Jerome (* 1988), deutscher Fußballspieler
- Assauer, Rudi (1944–2019), deutscher Fußballspieler und -funktionärRudi Assauer (1944–2019)

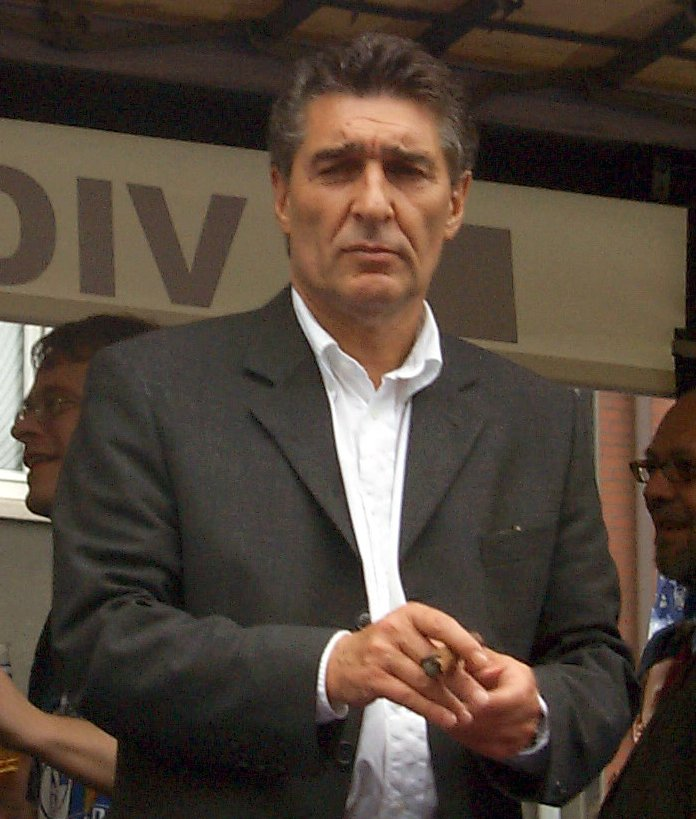
Rudi Assauer (1944–2019)

- Assaulenko, Alexej von (1913–1989), russisch-ukrainischer Maler
- Assawin Boonmun (* 1982), thailändischer Fußballspieler
- Assayas, Michka (* 1958), französischer Autor und Musikjournalist
- Assayas, Olivier (* 1955), französischer Regisseur und Drehbuchautor

### Assb
- Assböck, Joachim Paul (* 1965), deutscher Film- und Theaterschauspieler
- Aßbrock, Wolfgang (1952–2007), deutscher Politiker (CDU), MdL

### Assc
- Assche, Antoine d’ (* 1932), französischer Luftfahrtunternehmer
- Asschenfeldt, Christoph Karl Julius (1792–1856), deutscher Kirchenlieddichter
- Asschenfeldt, Hans Detlef Friedrich (1787–1856), deutscher Verlagsbuchhändler und Parlamentarier
- Asscher, Abraham (1880–1950), niederländischer Diamantenhändler, Politiker, Zionist und Überlebender des Holocaust
- Asscher, Henriëtte (1858–1933), niederländische Malerin
- Asscher, Lodewijk (* 1974), niederländischer Rechtswissenschaftler und Politiker
- Asscher, Maarten (* 1957), niederländischer Autor und Verleger
- Asscher-Pinkhof, Clara (1896–1984), niederländisch-israelische Pädagogin und Schriftstellerin

### Asse
- Asse, Geneviève (1923–2021), französische Malerin, Zeichnerin und Grafikerin
- Asseburg, Achatz Ferdinand von der (1721–1797), deutscher Diplomat, ausländischer Hofbeamter
- Asseburg, Anna von der (1830–1905), deutsche Gutsherrin
- Asseburg, Egbert Hoyer von der (1847–1909), preußischer Generalleutnant der Kavallerie, Sportfunktionär, Vorsitzender des Deutschen Olympischen Komitees, Mitglied des Internationalen Olympischen Komitees
- Asseburg, Franz Arnold von der (1712–1790), Dompropst in Paderborn und Domherr in Münster
- Asseburg, Friedrich von der († 1704), Ritter des Deutschen Ordens
- Asseburg, Friedrich von der (1861–1940), preußischer Major und Kammerherr sowie Besitzer der Burg Falkenstein im Harz
- Asseburg, Hermann Werner von der (1702–1779), kurkölner Minister
- Asseburg, Johann von der († 1567), kaiserlicher Feldobrist, Oberhauptmann in Thüringen und kurbrandenburgischer Rittmeister
- Asseburg, Ludwig von der (1796–1869), preußischer Hofjägermeister und Politiker
- Asseburg, Moritz Wilhelm von der (1698–1780), preußischer Generalmajor, Vizegouverneur von Magdeburg
- Asseburg, Moritz Wilhelm von der (1756–1811), preußischer Geheimer Kriegsrat und Bürgermeister
- Asseburg, Muriel (* 1968), deutsche Politologin
- Asseburg, Rosamunde Juliane von der (1672–1712), deutsche Visionärin und Prophetin
- Asseburg, Wilhelm Anton von der (1707–1782), Fürstbischof von Paderborn (1763–1782)
- Asseburg-Neindorf, Maximilian von (1874–1945), deutscher Rittergutsbesitzer, Verwaltungsbeamter und Parlamentarier
- Assefa, Girma (* 1986), äthiopischer Marathonläufer
- Assefa, Meskerem (* 1985), äthiopische Langstreckenläuferin
- Assefa, Sofia (* 1987), äthiopische Leichtathletin
- Assefa, Tigist (* 1996), äthiopische Mittel- und LangstreckenläuferinTigist Assefa (* 1996)

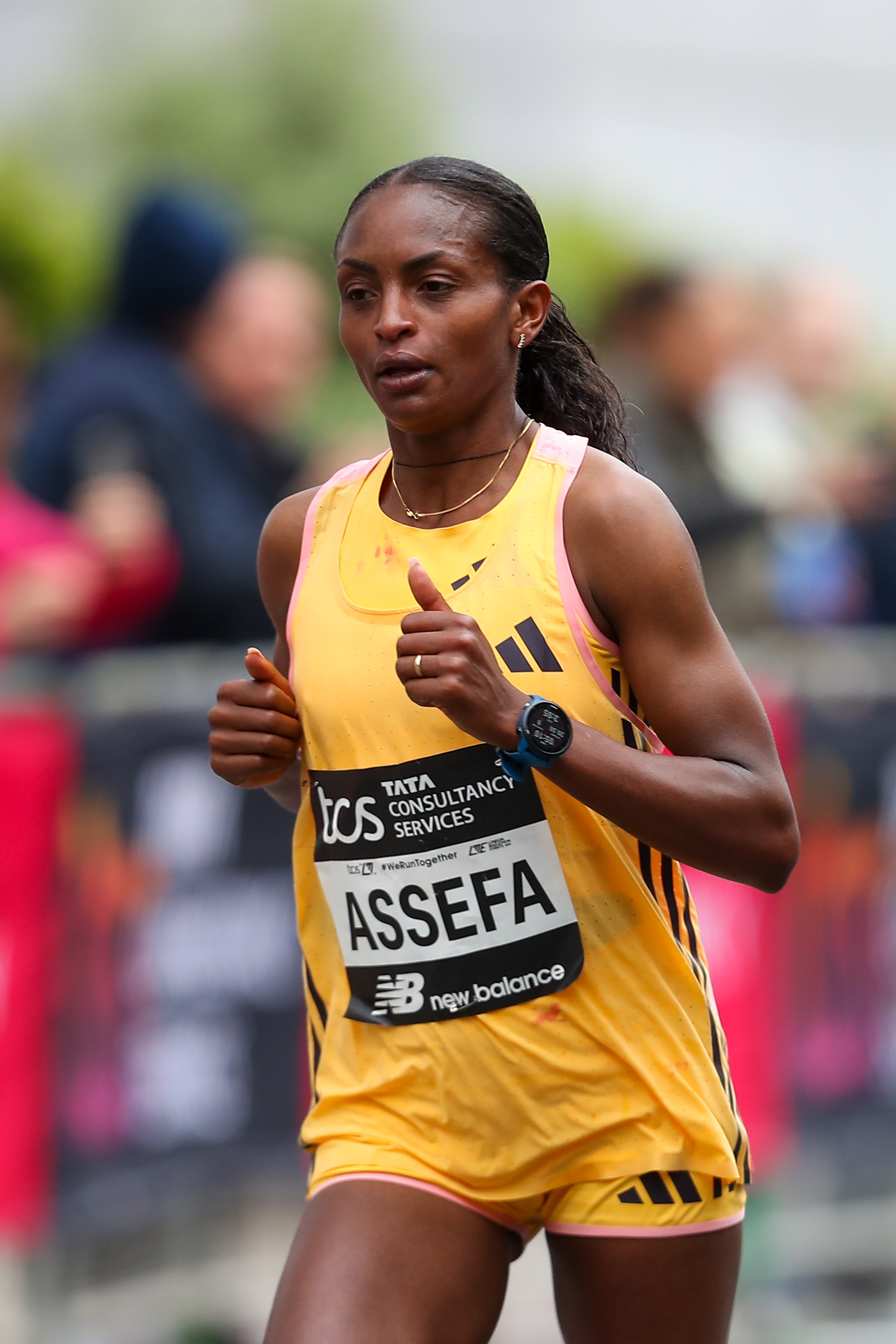
Tigist Assefa (* 1996)

- Assefi, Hamid-Reza (* 1952), iranischer Diplomat
- Assehnoun, Jasin (* 1998), finnisch-marokkanischer Fußballspieler
- Assejew, Alexander Leonidowitsch (* 1946), russischer Physiker und Hochschullehrer
- Assejew, Juri Sergejewitsch (1917–2005), sowjetischer und russisch-ukrainischer Architekt und Architekturhistoriker
- Assejew, Nikolai Nikolajewitsch (1889–1963), russischer Schriftsteller
- Assejew, Wladimir Michailowitsch (* 1951), russischer Politiker
- Assejewa, Tatjana Alexandrowna (* 1959), sowjetisch-russische Bodenkundlerin und Hochschullehrerin
- Assel, Hans-Günther (1918–2002), deutscher Politikwissenschaftler
- Assel, Heinrich (* 1961), deutscher evangelischer Theologe
- Assel, Jutta (1944–2020), deutsche Feministin, Theaterwissenschaftlerin und Literaturwissenschaftlerin, Kunsthistorikerin, Bildpostkarten-Sammlerin und -stifterin
- Asselberghs, Roger (1925–2013), belgischer Jazzmusiker
- Asselbergs, Alphonse (1839–1916), belgischer Landschaftsmaler
- Asselborn, Jean (* 1949), luxemburgischer Politiker, Mitglied der Chambre und AußenministerJean Asselborn (* 1949)

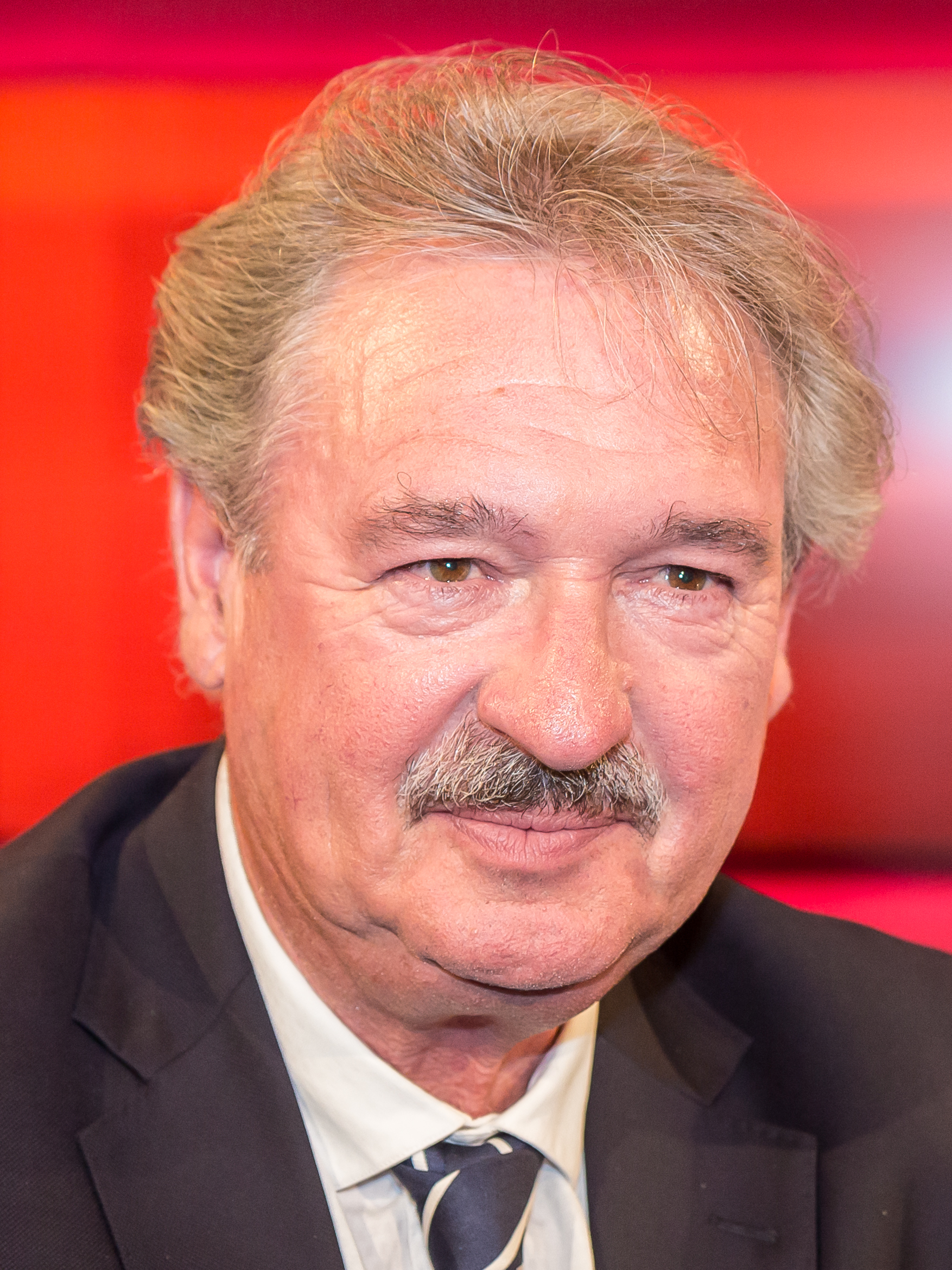
Jean Asselborn (* 1949)

- Asselborn, Jean-Claude (* 1954), luxemburgischer Schriftsteller
- Asselborn-Bintz, Simone (* 1966), luxemburgische Politikerin
- Asseldonk, Hannes van (* 1992), niederländischer Automobilrennfahrer
- Asseledtschenko, Alexander Anatoljewitsch (* 1973), russischer Dreispringer
- Asselijn, Jan († 1652), niederländischer Maler
- Asselijn, Thomas († 1701), niederländischer Dramatiker und Lyriker
- Asselin, André (1923–2012), kanadischer Pianist und Komponist
- Asselin, Jonathan (* 1958), kanadischer Springreiter
- Asselin, Marie-Anne (1888–1971), kanadische Sängerin
- Asselin, Marie-Claude (* 1962), kanadische Freestyle-Skisportlerin
- Asselin, Martial (1924–2013), kanadischer Politiker, Vizegouverneur von Québec
- Asselin, Maurice (1882–1947), französischer Landschafts-, Stillleben- und Aktmaler sowie Radierer, Lithograf und Aquarellist
- Asselin, Olivia (* 2004), kanadische Freestyle-Skisportlerin
- Asselin, Pierre-Aurèle (1881–1964), französisch-kanadischer Opernsänger (Tenor)
- Asselin, Pierre-Yves (* 1950), kanadischer Organist und Musikpädagoge
- Asselineau, Charles (1820–1874), französischer Schriftsteller, Kunst- und Literaturhistoriker
- Asselineau, François (* 1957), französischer Politiker
- Asselman, Jesper (* 1990), niederländischer Radrennfahrer
- Asselmann, Eva (* 1989), deutsche Autorin und Professorin für Persönlichkeitspsychologie in Potsdam
- Asselmann, Gottfried (1851–1917), deutscher evangelischer Geistlicher und Heimatforscher
- Assem, Shaker (* 1964), ägyptisch-österreichischer Kalifat-Prediger
- Assem, Viviënne van den (* 1983), niederländische Schauspielerin
- Assemani, Giuseppe Luigi († 1782), italienischer Orientalist, Professor der orientalischen Sprachen und der Liturgik
- Assemani, Giuseppe Simone (1687–1768), libanesischer Orientalist
- Assemani, Simone (1752–1821), maronitischer Orientalist
- Assemani, Stefano Evodio (1711–1782), berühmter Orientalist und Titularbischof
- Assemoassa, Ludovic (* 1980), togoischer Fußballnationalspieler
- Assen, Cornelis Jacobus van (1788–1859), niederländischer Rechtsgelehrter
- Assen, Miguel van (* 1997), surinamischer Leichtathlet
- Assenbaum, Fanny († 1917), böhmische Landschaftsmalerin
- Assendelft, Barthout van, erster Landesadvokat der damaligen Grafschaft Holland
- Assendelft, Floris van (* 1985), niederländischer Schachspieler
- Assender, Hazel, britische Physikerin und Hochschullehrerin
- Assendorp, Jan Joost (* 1949), niederländischer prähistorischer Archäologe
- Assengue, Stephane (* 1990), kamerunischer Fußballspieler
- Assenheimer, Jörg (* 1970), deutscher Journalist und Moderator
- Assenheimer, Patrick (* 1992), deutscher Automobilrennfahrer
- Assenmacher, Günter (* 1952), deutscher Geistlicher, Offizial des Erzbistum KölnGünter Assenmacher (* 1952)

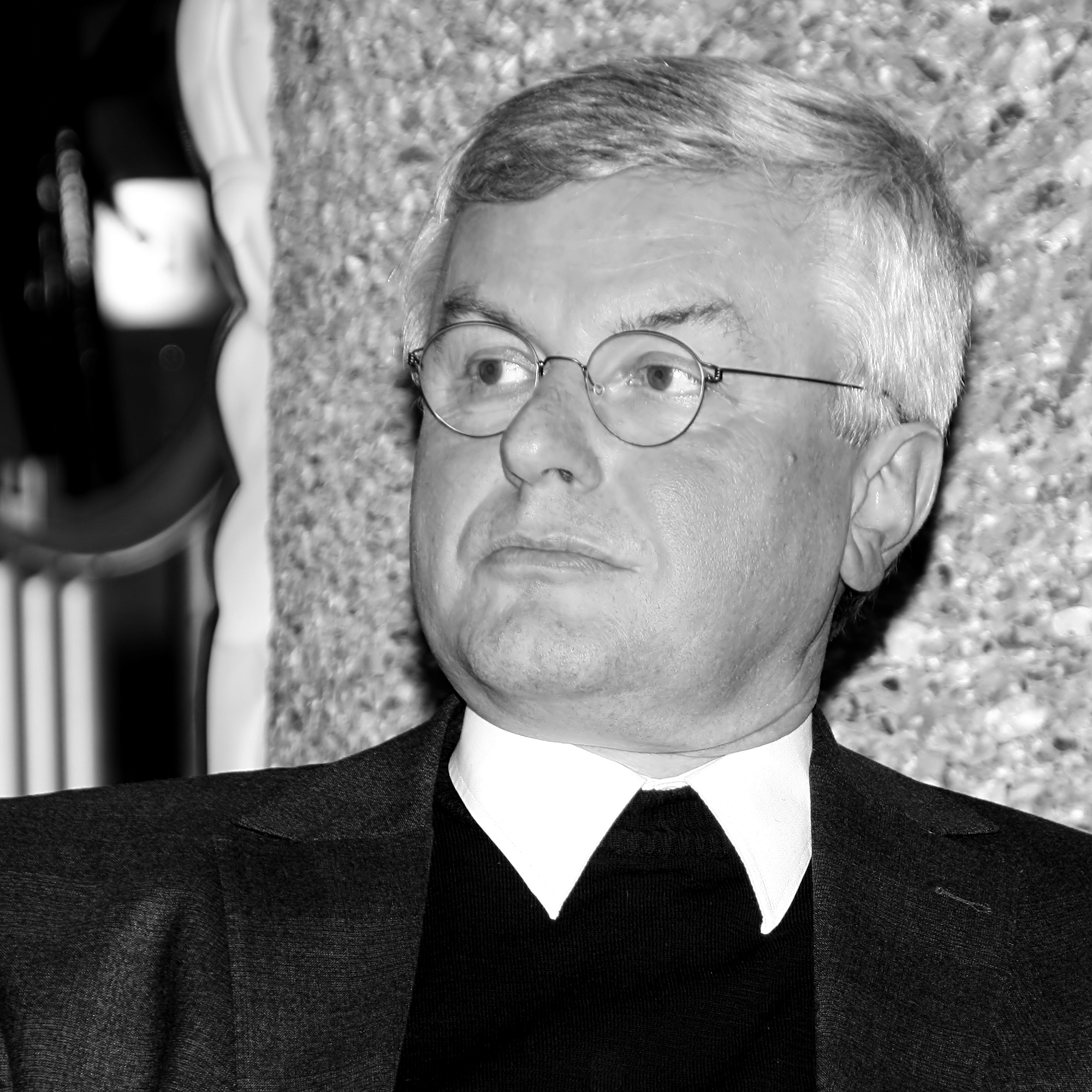
Günter Assenmacher (* 1952)

- Assenmacher, Harry (* 1955), deutscher Unternehmer, Journalist und Umweltschützer
- Assenmacher, Karl-Josef (* 1947), deutscher Fußballschiedsrichter
- Assenmacher, Leo (1904–1981), deutscher Maler, Bildhauer und Zeichner
- Assenow, Borislaw (* 1959), bulgarischer Radrennfahrer
- Assenow, Daniel (* 1997), bulgarischer Boxer
- Assenow, Rossen (* 1990), bulgarischer Eishockeyspieler
- Assenza, Beppe (1905–1985), italienischer Maler
- Assenza, Xenia Georgia (* 1990), deutsche Schauspielerin
- Asseo, David (1914–2002), türkischer Großrabbiner
- Asser, walisischer Mönch, Bischof von Sherborne
- Asser, Günter (1926–2015), deutscher Mathematiker
- Asser, John (1867–1949), britischer Offizier, Gouverneur von Bermuda
- Asser, Tobias (1838–1913), niederländischer Jurist und Politiker
- Assereto, Gioacchino (1600–1650), italienischer Maler
- Assereto, Riccardo (1937–1976), italienischer Paläontologe und Geologe
- Asserholt, Jenni (* 1988), schwedische Eishockeyspielerin
- Asserson, Ines Høysæter (* 2001), norwegische Schauspielerin
- Asserson, Sigurd (1882–1937), norwegischer Fischereidirektor
- Ässetow, Älichan (* 1996), kasachischer Eishockeyspieler
- Asseu, Marie Louise († 2016), ivorische Schauspielerin
- Asseyev, Tamara (* 1943), US-amerikanische Filmproduzentin und Autorin
- Asseyi, Viviane (* 1993), französische Fußballnationalspielerin
- Assézat, Jules (1832–1876), französischer Journalist und Verleger

### Assf
- Aßfahl, Gerhard (1904–2007), deutscher Pädagoge und Heimatforscher
- Aßfahl, Karl (1827–1907), deutscher Lehrer
- Aßfalg, Dominikus (1847–1922), deutscher Trappistenabt
- Aßfalg, Julius (1919–2001), deutscher Orientalist
- Aßfalg, Otto (1915–1980), deutscher Ordensgeistlicher im Trappistenorden
- Assfalg, Rolf (* 1963), deutscher Informatiker und Informationswissenschaftler
- Aßfalg, Winfried (* 1940), deutscher Sonderschullehrer, pensionierter Rektor, Heimatkundler und Autor

### Assh
- Assheton, Ralph, 1. Baron Clitheroe (1901–1984), britischer Politiker, Unterhausabgeordneter und Peer
- Assheuer, Thomas (* 1955), deutscher Journalist
- Aßhoff, Kaspar (1898–1945), deutscher Funktionär
- Aßhoff, Volker, deutscher Basketballspieler

### Assi
- Assi, Amoräer
- Assi, jüdischer Schriftgelehrter
- Assi, Christina (* 1995), libanesische Fotojournalistin
- Assi, Enrico (1919–1992), italienischer Geistlicher, Bischof von Cremona
- Assi, Ernest Patili (1936–1996), togoischer römisch-katholischer Geistlicher und Bischof von Kara
- Assi, Pacome (* 1981), französischer Kickboxer
- Assia, Lys (1924–2018), Schweizer Sängerin und SchauspielerinLys Assia (1924–2018)

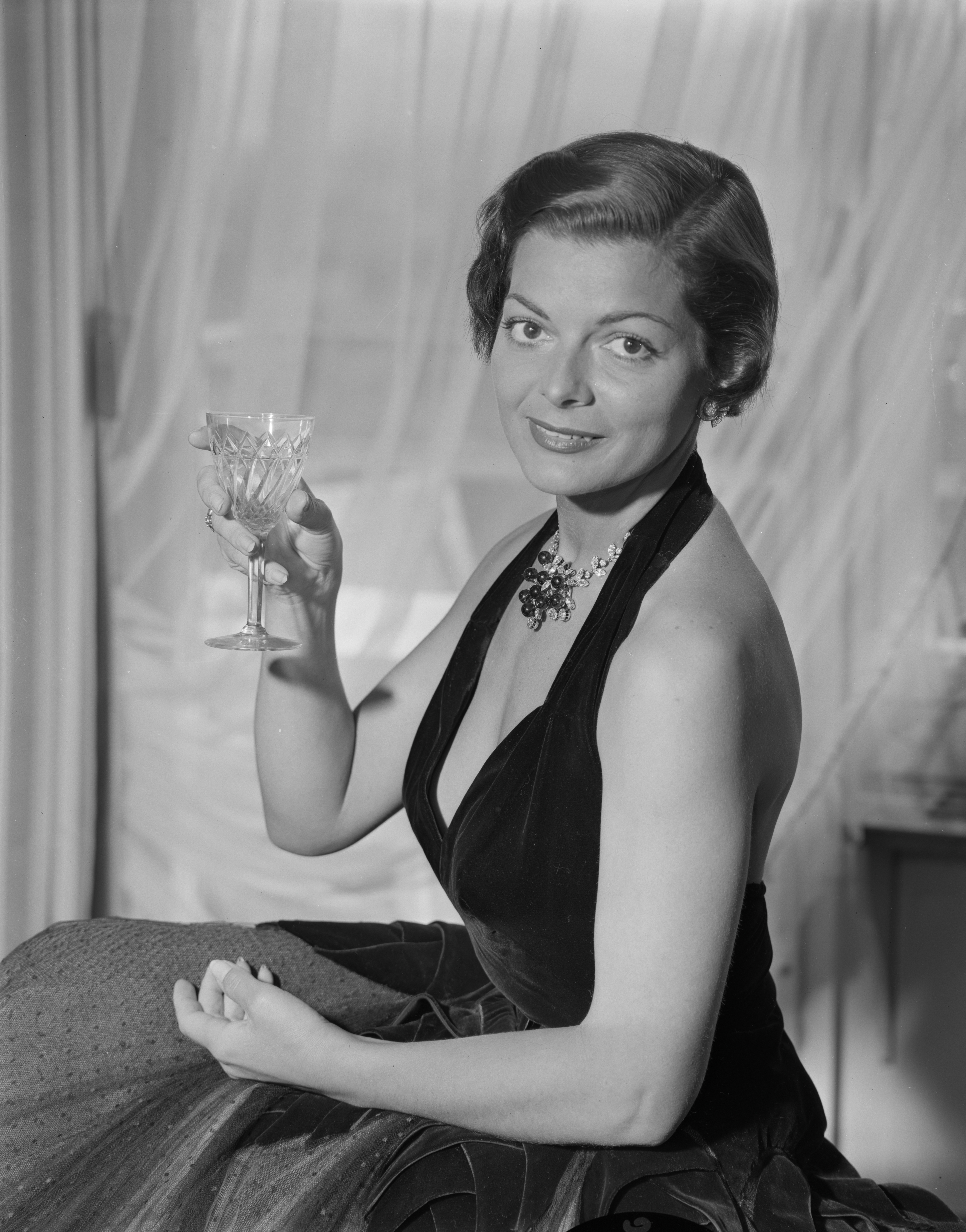
Lys Assia (1924–2018)

- Assibey-Mensah, Raphael (* 1999), deutscher Fußballspieler
- Assig, Hans von (1650–1694), deutscher Jurist und Dichter
- Assig, Martin (* 1959), deutscher Maler
- Assignon, Komlan (* 1974), togoischer Fußballspieler
- Assignon, Lorenz (* 2000), französisch-togoischer Fußballspieler
- Assim Al-Hakeem (* 1962), englischsprachiger islamischer Prediger in Saudi-Arabien
- Assing, David (1787–1842), deutscher Arzt, Lyriker und Herausgeber
- Assing, Helmut (* 1932), deutscher Mittelalterhistoriker und Logiker
- Assing, Ludmilla (1821–1880), deutsche Schriftstellerin
- Assing, Ottilie (1819–1884), deutsche Schriftstellerin und Abolitionistin
- Assing, Rosa Maria (1783–1840), deutsche Lyrikerin, Erzählerin, Übersetzerin, Scherenschnittkünstlerin und Erzieherin
- Assing, Volker (1956–2022), deutscher Entomologe
- Assinger, Armin (* 1964), österreichischer Skirennläufer und FernsehmoderatorArmin Assinger (* 1964)

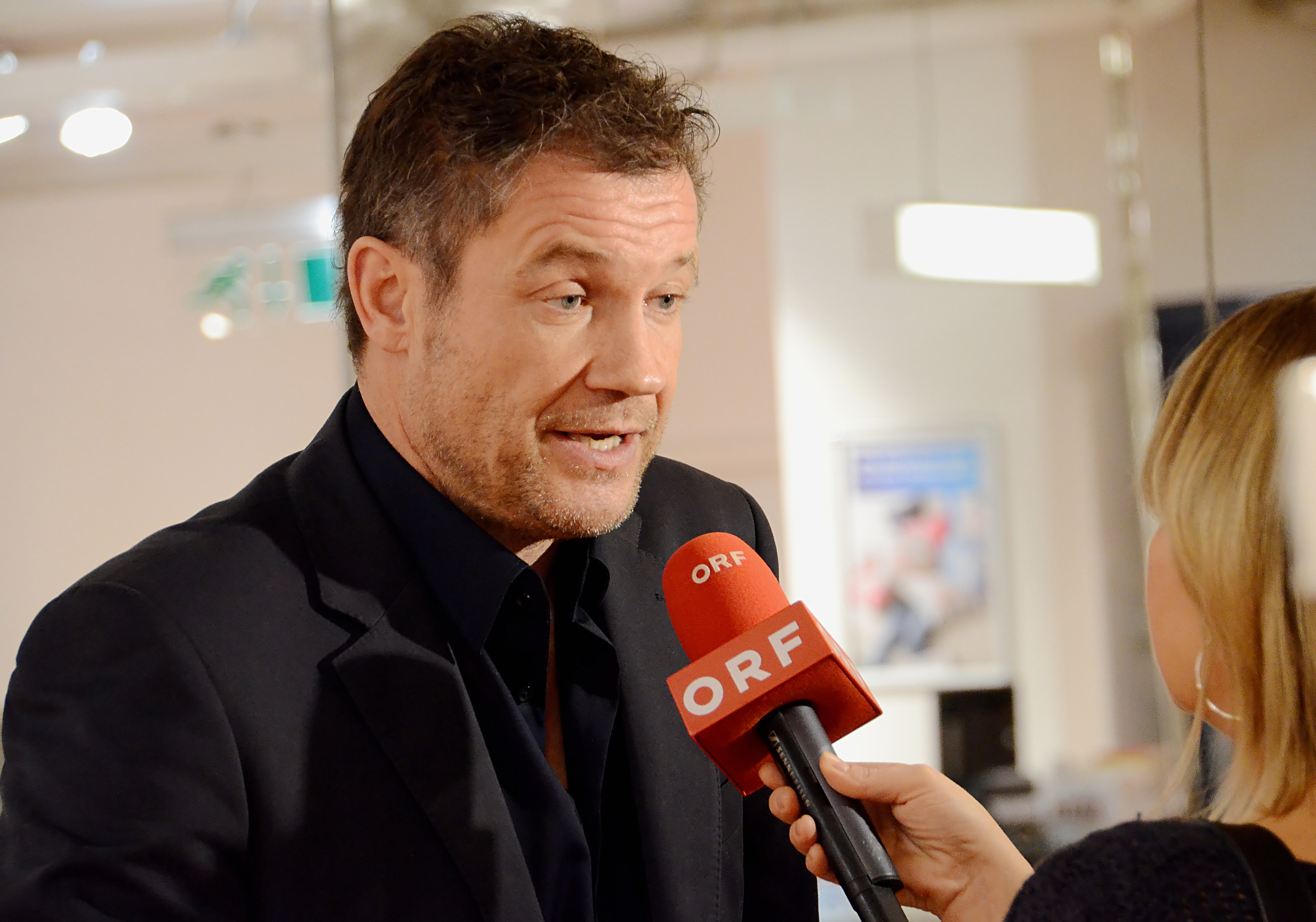
Armin Assinger (* 1964)

- Assinger, Roland (* 1973), österreichischer Skirennläufer und Trainer
- Assink, Olga (* 1978), niederländische Handballspielerin und -trainerin
- Assion, Peter (1941–1994), deutscher Volkskundler und Germanist
- Assion, Peter (* 1959), deutscher Fußballtrainer
- Assipkou, Aljaksandr (* 1997), belarussischer Eishockeyspieler
- Assirelli, Alberto (1936–2017), italienischer Radrennfahrer
- Assirelli, Nino (1925–2018), italienischer Radrennfahrer
- Assiri, Muhannad (* 1986), saudi-arabischer Fußballspieler
- Assis Júnior, António de (1877–1960), angolanischer Journalist, Romancier und Rechtsanwalt
- Assis Ribeiro, Antônio de (* 1966), brasilianischer römisch-katholischer Ordensgeistlicher und Weihbischof in Belém do Para
- Assis Silva Coutinho, Rogério de (* 1987), brasilianischer Fußballspieler
- Assis, Antônio Augusto de (1863–1961), brasilianischer Geistlicher, römisch-katholischer Bischof von Jaboticabal
- Assis, Diego (* 1987), brasilianischer Fußballspieler
- Assis, Francisco (* 1965), portugiesischer Politiker und MdEP für Portugal
- Assis, Jefferson (* 1994), brasilianischer Fußballspieler
- Assis, Lourival (* 1984), brasilianischer Fußballspieler
- Assis, Machado de (1839–1908), brasilianischer Autor
- Assis, Mauricio Medeiros de, brasilianischer Diplomat
- Assis, Nuno (* 1977), portugiesischer Fußballspieler
- Assis, Roberto (* 1971), brasilianischer Fußballspieler
- Assis, Sebastián (* 1993), uruguayischer Fußballspieler
- Assisi, Sergio (* 1972), italienischer Film- und Theaterschauspieler

### Assj
- Assjejew, Stanislaw (* 1989), ukrainischer Schriftsteller und Journalist

### Assl
- Aßländer, Michael S. (* 1963), deutscher Wirtschafts- und Unternehmensethiker
- Aßler, Eduard (1887–1986), deutscher NSDAP-Funktionär

### Assm
- Aßmann, Albert (1879–1932), deutscher Politiker (KPD)
- Assmann, Aleida (* 1947), deutsche Anglistin, Ägyptologin und Literatur- und KulturwissenschaftlerinAleida Assmann (* 1947)

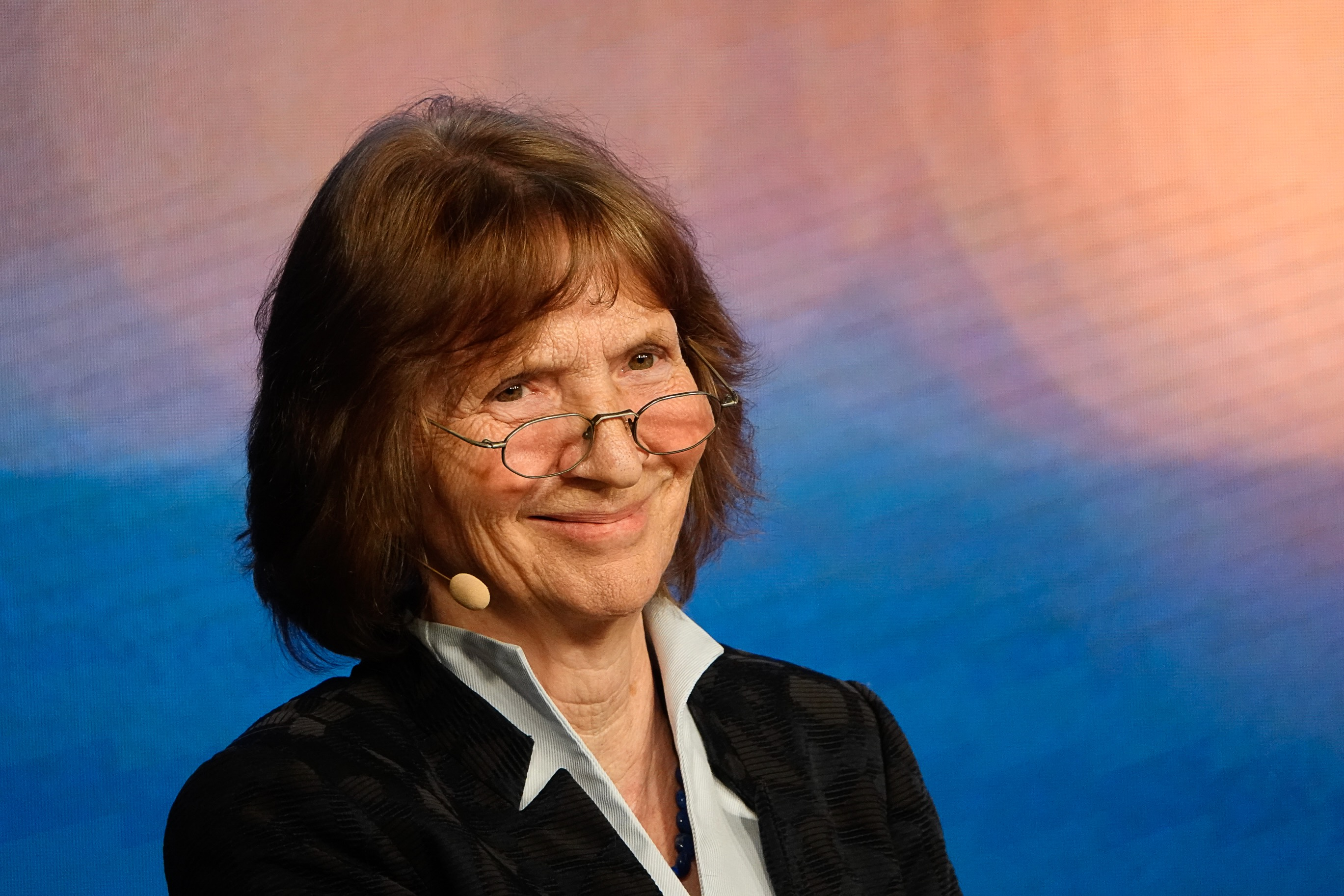
Aleida Assmann (* 1947)

- Aßmann, Alwin (1899–1984), österreichischer Politiker (WdU), Landtagsabgeordneter
- Aßmann, Amona (* 2002), deutsche Schauspielerin
- Assmann, Annemarie (1938–1996), deutsche Schauspielerin und Hörspielsprecherin
- Assmann, Arno (1908–1979), deutscher Schauspieler, Regisseur und Intendant
- Assmann, August (1819–1898), deutscher Entomologe
- Assmann, Carlos Eduardo (* 1985), deutsch-brasilianischer Fußballspieler
- Assmann, Christian Gottfried Friedrich (1752–1822), deutscher Ökonomie- und Wirtschaftswissenschaftler
- Aßmann, Daniel (* 1983), deutscher Fernsehmoderator
- Assmann, Dorothea (* 1956), deutsche Rechtswissenschaftlerin
- Aßmann, Elisabeth (* 1990), deutsche Politikerin (SPD)Elisabeth Aßmann (* 1990)

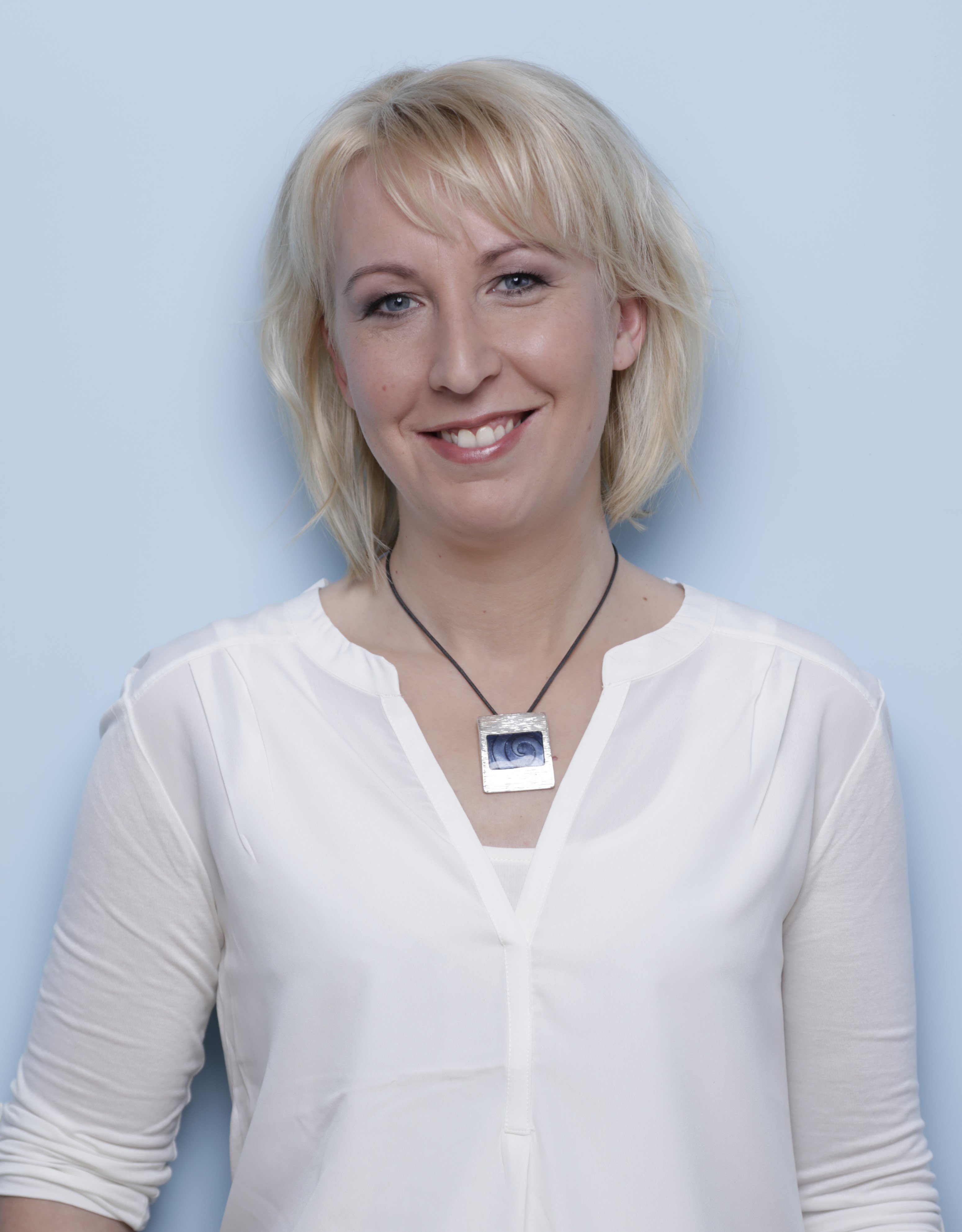
Elisabeth Aßmann (* 1990)

- Assmann, Emmerich (1926–2005), österreichischer Industrieller, Gewerke und Politiker (ÖVP), Landtagsabgeordneter der Steiermark
- Assmann, Ernst (1849–1926), deutscher Mediziner und Wissenschaftler auf dem Gebiet der antiken Seefahrt
- Assmann, Ernst (1903–1979), deutscher Forstwissenschaftler
- Assmann, Erwin (1908–1984), deutscher Historiker
- Assmann, Gerhard (1915–1976), deutscher Konditor und Gewerkschafter und Mitglied des Bayerischen Senats
- Assmann, Guido (* 1964), deutscher römisch-katholischer Priester und Kölner Dompropst sowie Generalvikar
- Assmann, Günther (1900–1987), deutscher Offizier und Parteifunktionär
- Assmann, Gustav (1825–1895), deutscher Architekt, Publizist und Baubeamter
- Assmann, Gustav (1887–1950), deutscher Jurist
- Assmann, Hans-Jörg (* 1943), deutscher Schauspieler
- Assmann, Heinrich Julius Ludwig (1766–1839), deutscher lutherischer Theologe, Pastor und Autor
- Assmann, Heinz (1904–1954), deutscher Marineoffizier und Politiker (CDU, Hamburg-Block), MdHB
- Assmann, Heinz (* 1931), deutscher Politiker (SPD), MdB
- Assmann, Heinz-Dieter (* 1951), deutscher Jurist und emeritierter Professor an der Universität Tübingen; Of Counsel bei Gleiss Lutz, Stuttgart
- Aßmann, Helmut (1927–2010), deutscher Rennfahrer und Konstrukteur
- Assmann, Herbert (1882–1950), deutscher Internist
- Assmann, Hugo (1933–2008), brasilianischer Befreiungstheologe
- Assmann, Ini (1945–2015), deutsche Schauspielerin mit kurzzeitiger Kinofilmkarriere Ende der 1960er-Jahre
- Assmann, Jan (1938–2024), deutscher ÄgyptologeJan Assmann (1938–2024)

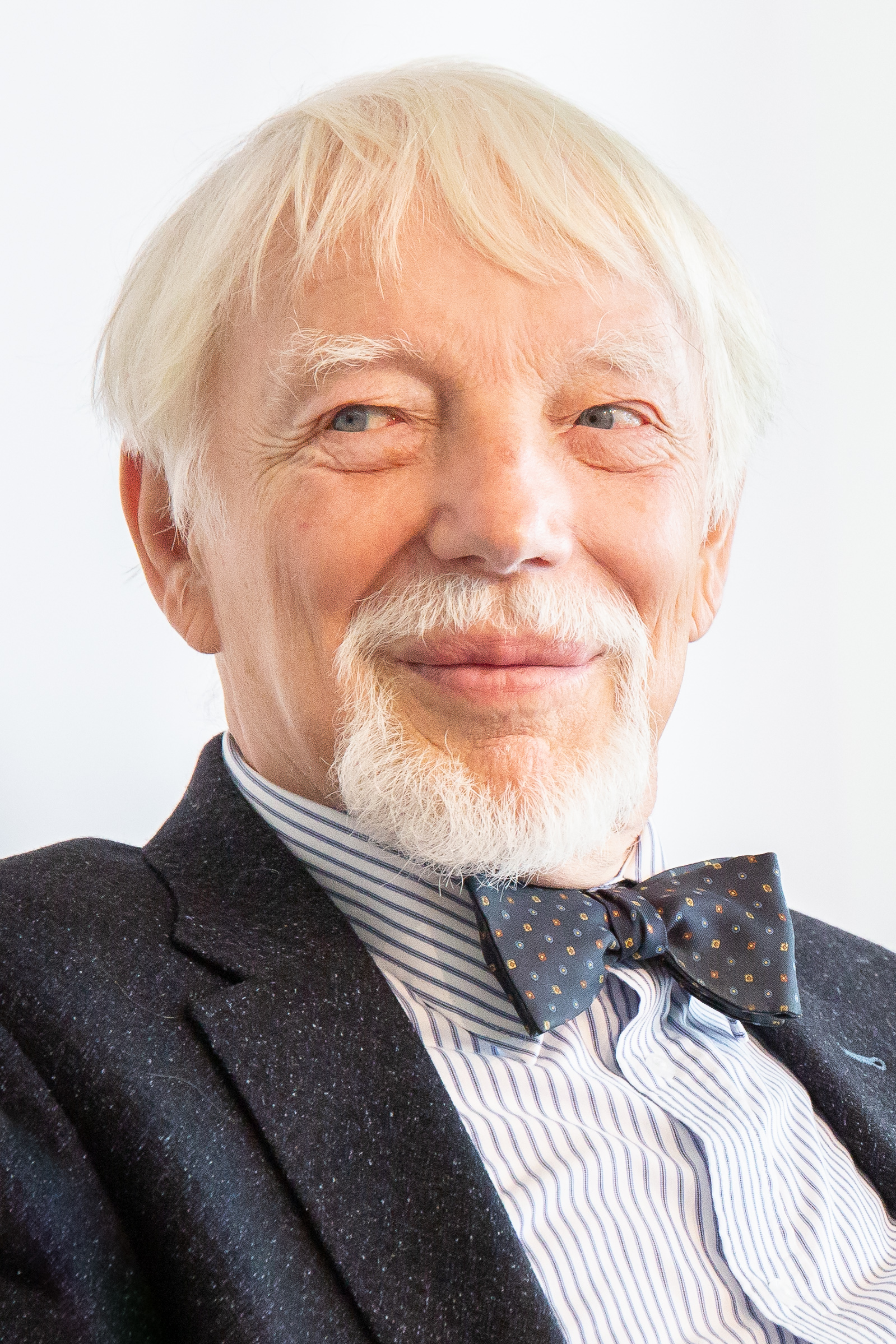
Jan Assmann (1938–2024)

- Aßmann, Johann Christian Ferdinand (1792–1845), deutscher evangelischer Theologe
- Assmann, Johannes Maria (1833–1903), deutscher Bischof
- Aßmann, Julius (* 1868), deutscher Politiker der DVP
- Aßmann, Julius Carl Friedrich (1827–1886), deutscher Uhrenfabrikant
- Assmann, Karl (1890–1958), österreichischer Jurist, Fußballspieler
- Assmann, Karl (1890–1970), deutscher Bibliothekar
- Aßmann, Katja (* 1971), deutsche Kuratorin, Kulturmanagerin und Architektin
- Aßmann, Kurt (1883–1962), deutscher Vizeadmiral im Zweiten WeltkriegKurt Aßmann (1883–1962)

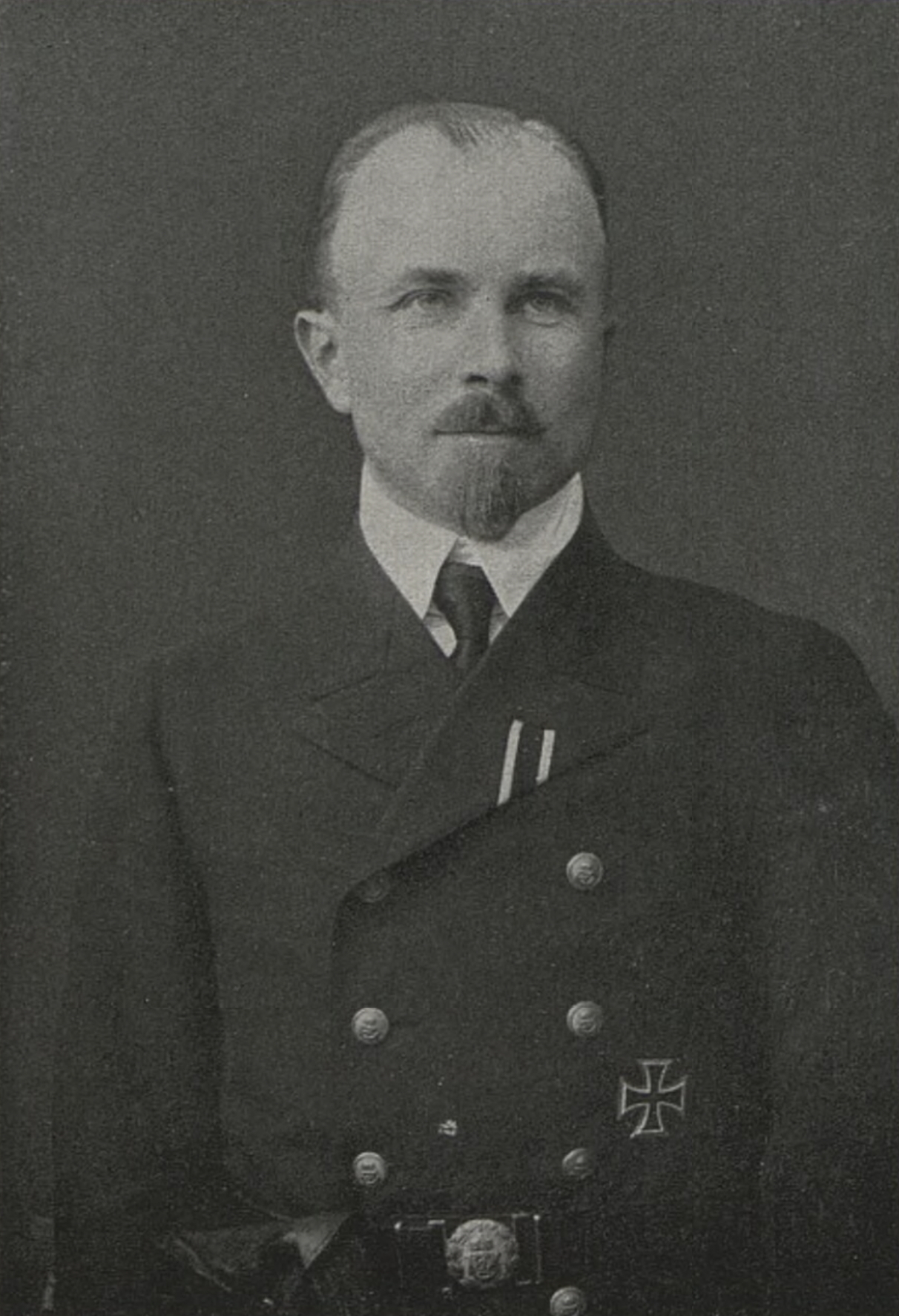
Kurt Aßmann (1883–1962)

- Assmann, Liv (* 1973), deutsche politische Beamtin (SPD)
- Aßmann, Ludwig (1869–1949), österreichischer Apotheker und Politiker
- Aßmann, Martha (1895–1941), deutsche nationalsozialistische Funktionärin
- Aßmann, Martin (1931–2018), deutscher Bauingenieur und Unternehmer
- Assmann, Matthias (* 1957), deutscher Leichtathlet
- Assmann, Natalie (* 1988), österreichische queer-feministische Theaterregisseurin, Kuratorin, Schauspielerin und Aktivistin
- Aßmann, Otto (1901–1977), deutscher Kommunalpolitiker (SED)
- Assmann, Paul (1881–1967), deutscher Geologe
- Assmann, Peter (* 1963), österreichischer Kunsthistoriker, Museumsleiter, Schriftsteller und bildender Künstler
- Assmann, Rainer (* 1935), deutscher Militärjurist, Landeshistoriker Südwestfalens, Studentenhistoriker
- Aßmann, Reinold (1822–1917), deutscher Richter, MdR
- Aßmann, Richard (1845–1918), deutscher Meteorologe, Entwickler des Aspirationspsychrometers
- Aßmann, Richard (1875–1933), deutscher Betriebsratsvorsitzender der AOK Berlin, Mordopfer Köpenickerblutwoche
- Aßmann, Richard (1877–1955), deutscher Schauspieler
- Assmann, Siegfried (1925–2021), deutscher Bildhauer und Maler, besonders Glasmaler
- Aßmann, Thorsten (* 1962), deutscher Ökologe
- Assmann, Vincent (* 1976), deutscher Filmeditor
- Assmann, Walter (1896–1964), deutscher Offizier, zuletzt Generalleutnant im Zweiten WeltkriegWalter Assmann (1896–1964)

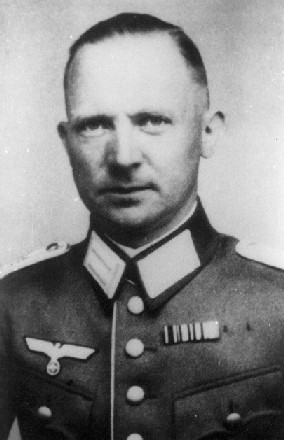
Walter Assmann (1896–1964)

- Aßmann, Werner (1924–1993), deutscher Handballspieler
- Assmann, Wilhelm (1800–1875), deutscher Historiker, Lehrer und Politiker
- Assmann, Wolfgang (* 1944), deutscher Politiker (CDU), Oberbürgermeister von Bad Homburg vor der Höhe
- Aßmayer, Ignaz (1790–1862), österreichischer Komponist
- Aßmus, Friedrich (1907–1992), deutscher Physiker, Gründungsdirektor der Staatlichen Ingenieurschule für Feinwerktechnik in Furtwangen und der Staatlichen Ingenieurschule Heilbronn
- Aßmus, Gerhard (* 1928), deutscher Sportschütze
- Assmus, Josephine (* 1990), deutsche Politikerin (Bündnis 90/Die Grünen)
- Aßmus, Ottomar, deutscher Fußballspieler
- Aßmus, Richard (* 1994), deutscher Bahnradsportler
- Assmus, Robert (1837–1904), deutscher Landschaftsmaler und Illustrator
- Aßmus, Walter (1889–1945), deutscher Redakteur
- Aßmus, Wolf (* 1944), deutscher Experimentalphysiker
- Assmuth, Frederick (* 1977), deutscher Fußballschiedsrichter
- Assmy, Horst (1933–1972), deutscher Fußballspieler

### Assn
- Aßner, Franz, österreichischer Kupferstecher
- Aßner, Ludwig (1893–1940), deutscher Politiker (Völkischer Block)

### Asso
- Asso, Ignacio de (1742–1814), spanischer Jurist, Diplomat und Naturforscher
- Assogba, Allen (* 1997), beninischer Fußballspieler
- Assogba, Nestor (1929–2017), beninischer Geistlicher, römisch-katholischer Erzbischof von Cotonou
- Assolant, Alfred (1827–1886), französischer Schriftsteller
- Assolari, Alessandro (1928–2005), italienischer Ordensgeistlicher und römisch-katholischer Bischof von Mangochi
- Assolari, Ottorino (* 1946), italienischer Ordensgeistlicher, römisch-katholischer Bischof von Serrinha
- Assombalonga, Britt (* 1992), kongolesischer Fußballspieler
- Asson, Emma (1889–1965), estnische Pädagogin und Politikerin
- Assonitis, Ovidio G. (* 1943), italienischer Filmproduzent und -regisseur
- Assonleville, Christophe d’ (1528–1607), spanischer Diplomat, Botschafter der spanischen Niederlande im Vereinigten Königreich
- Assor, Adolfo (* 1945), chilenischer Schauspieler, Theaterleiter, Regisseur und Bühnenbildner
- Assor, Albertine (1863–1953), deutsche baptistische Diakonisse, Gründerin des Hamburger Albertinen-Diakoniewerk
- Assou-Ekotto, Benoît (* 1984), kamerunisch-französischer Fußballspieler
- Assouline, Pierre (* 1953), französischer Schriftsteller und Journalist
- Assouly, Avi (1950–2025), französischer Fußballspieler, Sportjournalist und Politiker, Mitglied der Nationalversammlung
- Assouman, Shadiya Alimatou, beninische Politikerin
- Assoumane, Issoufou (1936–2022), nigrischer Politiker
- Assoumani, Azali (* 1959), komorischer Politiker und Präsident (1999–2006 und seit 2016)Azali Assoumani (* 1959)

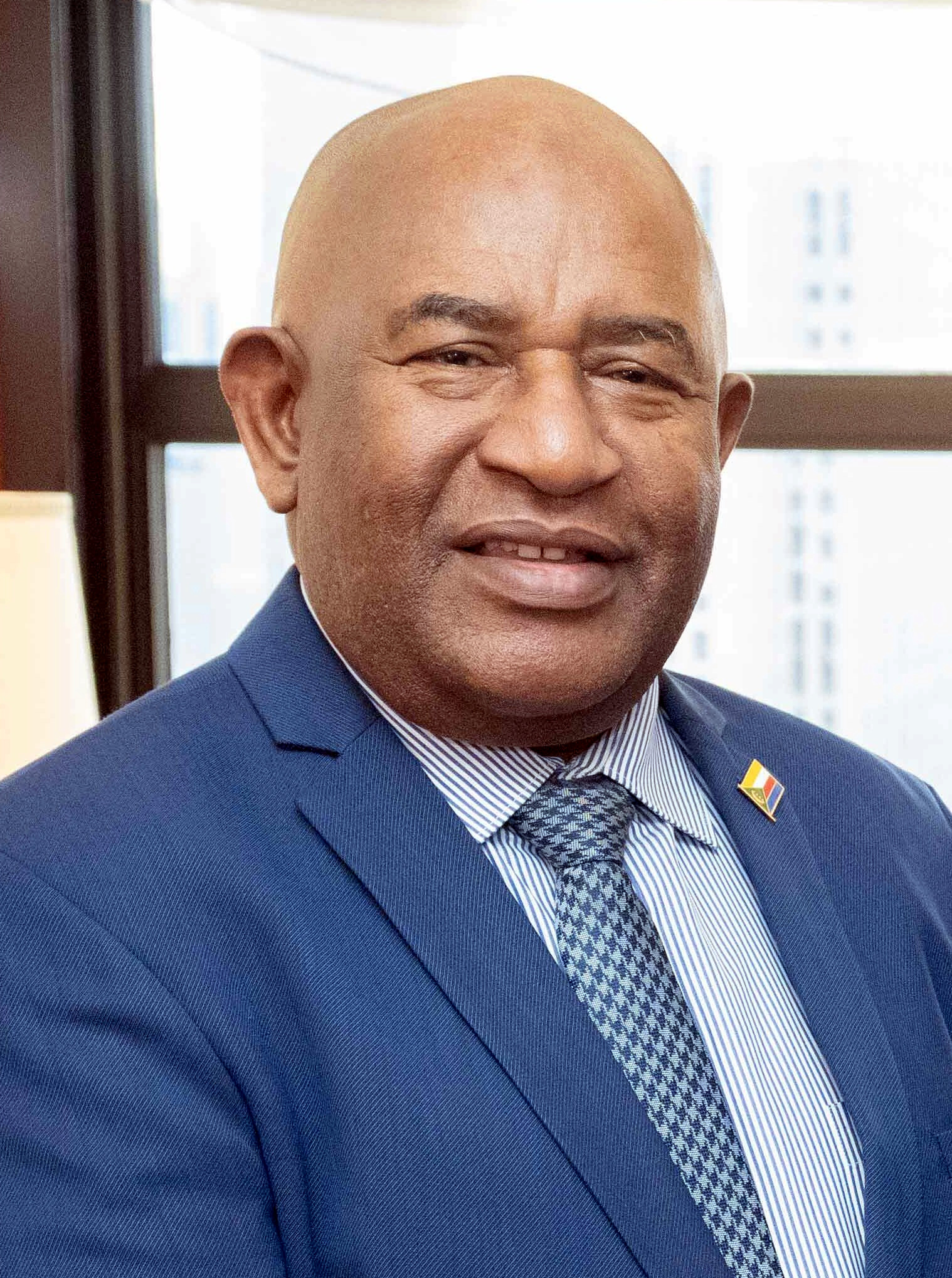
Azali Assoumani (* 1959)

- Assoumani, Mansour (* 1983), französischer Fußballspieler
- Assoun, Paul-Laurent (* 1948), französischer Psychoanalytiker und Philosoph

### Asst
- Assteyn, Bartholomeus (* 1607), niederländischer Stillleben-Maler und Zeichner

### Assu
- Assulin, Gai (* 1991), israelischer Fußballspieler
- Assumçao, Patrick d’ (* 1959), französischer Schauspieler
- Assumpção de Araújo, Roberto Luiz (1915–2007), brasilianischer Diplomat
- Assumpção, Alexandre Zacarias de (1899–1981), brasilianischer Generalmajor und Politiker
- Assumpção, Itamar (1949–2003), brasilianischer Sänger, Komponist, Arrangeur und Schauspieler
- Assumpção, Leandro (* 1986), brasilianischer Fußballspieler
- Assumpção, Nico (1954–2001), brasilianischer Bassgitarrist
- Assumpção, Zeca (* 1945), brasilianischer Jazzmusiker (Kontrabass, Arrangement, Komposition)
- Assunção, Cleisson Edson (* 1972), brasilianischer Fußballspieler
- Assunção, Fernando O. (1931–2006), uruguayischer Anthropologe und Historiker
- Assunção, Gustavo (* 2000), brasilianisch-portugiesisch-spanischer Fußballspieler
- Assunção, Paulo (* 1980), brasilianischer Fußballspieler
- Assunto, Frank (1932–1974), US-amerikanischer Bandleader und Trompeter des Dixieland Jazz
- Assunto, Fred (1929–1966), US-amerikanischer Jazzer
- Assunto, Rosario (1915–1994), italienischer Philosoph und Kunsttheoretiker
- Assur, Leonid Wladimirowitsch (1878–1920), russischer Maschinenbauingenieur
- Aššur-apla-iddina, assyrischer König oder Thronprätendent
- Aššur-bāni-apli, assyrischer HerrscherAššur-bāni-apli

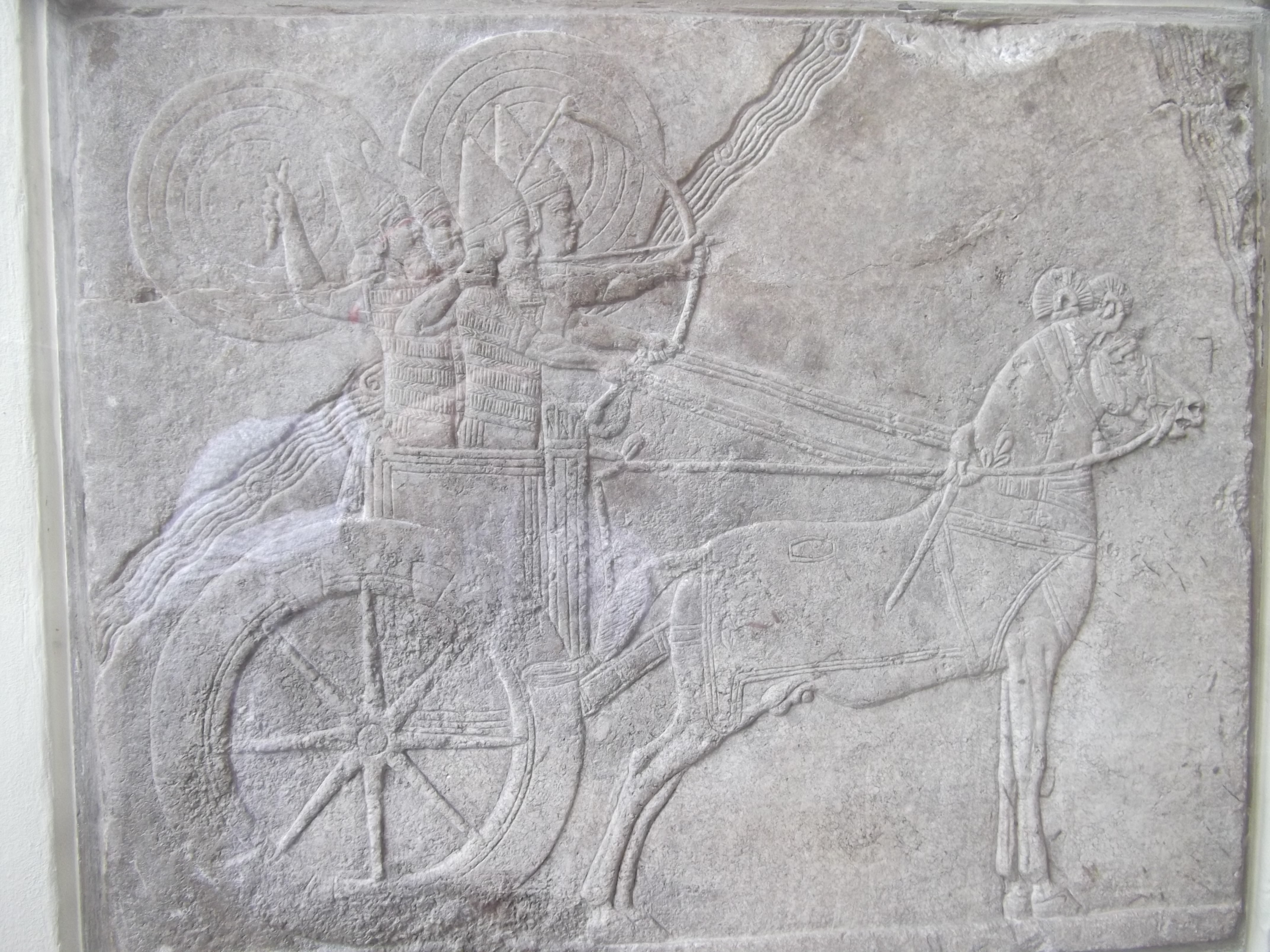
Aššur-bāni-apli

- Aššur-bel-kala († 1056 v. Chr.), assyrischer König
- Aššur-bel-nišešu, assyrischer König
- Aššur-dan I., assyrischer König
- Aššur-dan II., assyrischer König
- Aššur-dan III., König von Assyrien
- Aššur-dugul, assyrischer König
- Aššur-etil-ilani († 627 v. Chr.), König von Assyrien 630 v. Chr.-627 v. Chr.
- Aššur-iddin, assyrischer Großwesir
- Aššur-idi, altassyrischer Kaufmann
- Assur-ketti-leser, assyrischer Vasall
- Aššur-mutakkil, assyrischer Limmu-Beamter
- Aššur-nadin-ahhe I., assyrischer König
- Aššur-nadin-ahhe II., assyrischer König
- Aššur-nadin-apli, assyrischer König
- Aššur-nadin-šumi († 694 v. Chr.), babylonischer König
- Aššur-nâṣir-apli II. (883 v. Chr.–854 v. Chr.), assyrischer KönigAššur-nâṣir-apli II. (883 v. Chr.–854 v. Chr.)

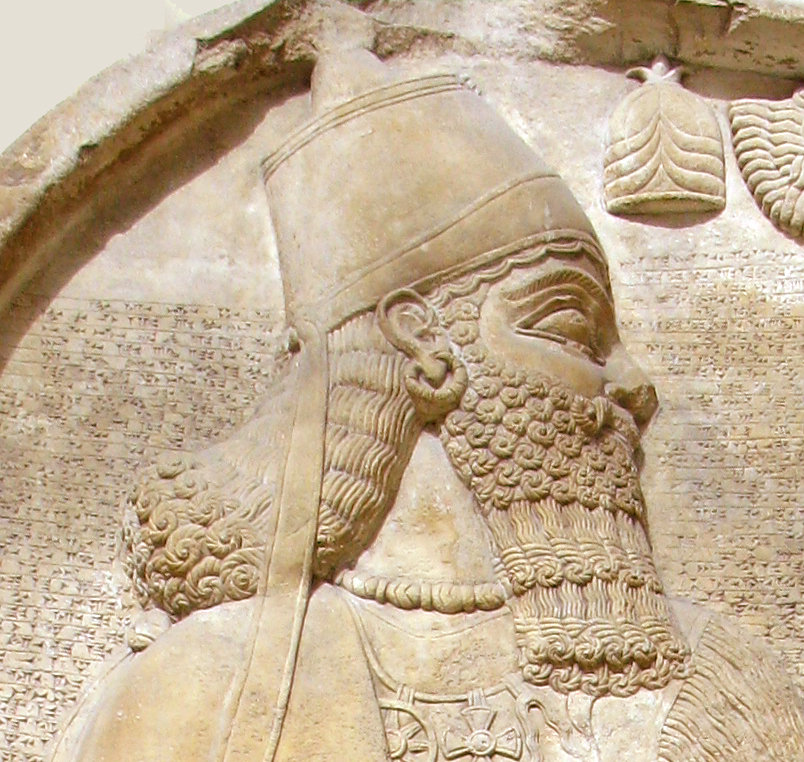
Aššur-nâṣir-apli II. (883 v. Chr.–854 v. Chr.)

- Assur-nasirpal I., assyrischer König
- Aššur-nirari I., assyrischer König (etwa 1534–1509 v. Chr.)
- Aššur-nirari II., assyrischer König
- Aššur-nirari III., assyrischer König
- Aššur-nirari IV. († 1013 v. Chr.), assyrischer König
- Aššur-nirari V. († 746 v. Chr.), König von Assyrien
- Aššur-rabi I., assyrischer König
- Aššur-rabi II. († 972 v. Chr.), assyrischer König
- Aššur-reš-iši I., König von Assyrien
- Aššur-reš-iši II. († 967 v. Chr.), assyrischer König
- Aššur-rim-nišešu, assyrischer König
- Aššur-šaduni, assyrischer König
- Aššur-uballiṭ I. († 1318 v. Chr.), König
- Aššur-uballiṭ II., König von Assyrien (611 v. Chr.-609 v. Chr.)

### Assy
- Assylmuratowa, Altynai (* 1961), kasachische, sowjetische und russische Balletttänzerin